# چارلی دابسون
چارلی دابسون (انگلیسی: Charlie Dobson؛ زادهٔ ۲۰ اکتبر ۱۹۹۹) دونده سرعت اهل بریتانیا است.
وی در مسابقات کشوری و بین‌المللی در مجموع برندهٔ ۱ مدال طلا، ۲ مدال نقره شده است.